# Landkreis Vulkaneifel

Landkreis Vulkaneifel (tot 1 januari 2007: Landkreis Daun) is een Landkreis in de Duitse deelstaat Rijnland-Palts. De Landkreis telt 60.491 inwoners (31 december 2020) op een oppervlakte van 910,98 km². Kreisstadt is de stad Daun.

## Steden en gemeenten
De volgende steden en gemeenten liggen in de Landkreis (inwoners op 31 december 2020):
| - 1. Verbandsgemeinde Daun 1. Betteldorf (253) 2. Bleckhausen (290) 3. Brockscheid (189) 4. Darscheid (879) 5. Daun, Stadt * (8.001) 6. Demerath (299) 7. Deudesfeld (398) 8. Dockweiler (660) 9. Dreis-Brück (792) 10. Ellscheid (274) 11. Gefell (87) 12. Gillenfeld (1.414) 13. Hinterweiler (195) 14. Hörscheid (120) 15. Immerath (217) 16. Kirchweiler (373) 17. Kradenbach (150) 18. Mehren (1.413) 19. Meisburg (234) 20. Mückeln (233) 21. Nerdlen (248) 22. Niederstadtfeld (446) 23. Oberstadtfeld (567) 24. Sarmersbach (178) 25. Saxler (64) 26. Schalkenmehren (596) 27. Schönbach (259) 28. Schutz (144) 29. Steineberg (208) 30. Steiningen (198) 31. Strohn (493) 32. Strotzbüsch (429) 33. Üdersdorf (1.089) 34. Udler (266) 35. Utzerath (176) 36. Wallenborn (429) 37. Weidenbach (253) 38. Winkel (Eifel) (132) | - 2. Verbandsgemeinde Gerolstein 1. Basberg (88) 2. Berlingen (222) 3. Berndorf (496) 4. Birgel (454) 5. Birresborn (1.087) 6. Densborn (515) 7. Dohm-Lammersdorf (190) 8. Duppach (281) 9. Esch (430) 10. Feusdorf (499) 11. Gerolstein, Stadt * (7.721) 12. Gönnersdorf (484) 13. Hallschlag (448) 14. Hillesheim, Stadt (3.210) 15. Hohenfels-Essingen (307) 16. Jünkerath (1.770) 17. Kalenborn-Scheuern (386) 18. Kerpen (Eifel) (461) 19. Kerschenbach (199) 20. Kopp (169) 21. Lissendorf (1.126) 22. Mürlenbach (531) 23. Neroth (851) 24. Nohn (462) 25. Oberbettingen (709) 26. Oberehe-Stroheich (313) 27. Ormont (347) 28. Pelm (916) 29. Reuth (164) 30. Rockeskyll (234) 31. Salm (320) 32. Scheid (117) 33. Schüller (285) 34. Stadtkyll (1.511) 35. Steffeln (617) 36. Üxheim (1.314) 37. Walsdorf (891) 38. Wiesbaum (637) | - 3. Verbandsgemeinde Kelberg 1. Arbach (136) 2. Beinhausen (88) 3. Bereborn (119) 4. Berenbach (166) 5. Bodenbach (207) 6. Bongard (256) 7. Borler (74) 8. Boxberg (228) 9. Brücktal (65) 10. Drees (162) 11. Gelenberg (80) 12. Gunderath (112) 13. Höchstberg (332) 14. Horperath (122) 15. Hörschhausen (120) 16. Kaperich (173) 17. Katzwinkel (131) 18. Kelberg * (2.021) 19. Kirsbach (73) 20. Kolverath (106) 21. Kötterichen (127) 22. Lirstal (211) 23. Mannebach (250) 24. Mosbruch (154) 25. Neichen (139) 26. Nitz (29) 27. Oberelz (132) 28. Reimerath (60) 29. Retterath (294) 30. Sassen (92) 31. Uersfeld (666) 32. Ueß (46) 33. Welcherath (112) |

De Verbandsgemeinde Gerolstein ontstond per 1 januari 2019 door een vrijwillige fusie van drie, uit 1968 daterende, Verbandsgemeinden,  en wel die van Gerolstein, Hillesheim en Obere Kyll.
Arbach ·
Basberg ·
Beinhausen ·
Bereborn ·
Berenbach ·
Berlingen ·
Berndorf ·
Betteldorf ·
Birgel ·
Birresborn ·
Bleckhausen ·
Bodenbach ·
Bongard ·
Borler ·
Boxberg ·
Brockscheid ·
Brücktal ·
Darscheid ·
Daun ·
Demerath ·
Densborn ·
Deudesfeld ·
Dockweiler ·
Dohm-Lammersdorf ·
Drees ·
Dreis-Brück ·
Duppach ·
Ellscheid ·
Esch ·
Feusdorf ·
Gefell ·
Gelenberg ·
Gerolstein ·
Gillenfeld ·
Gönnersdorf ·
Gunderath ·
Hallschlag ·
Hillesheim ·
Hinterweiler ·
Höchstberg ·
Hohenfels-Essingen ·
Horperath ·
Hörscheid ·
Hörschhausen ·
Immerath ·
Jünkerath ·
Kalenborn-Scheuern ·
Kaperich ·
Katzwinkel ·
Kelberg ·
Kerpen (Eifel) ·
Kerschenbach ·
Kirchweiler ·
Kirsbach ·
Kolverath ·
Kopp ·
Kötterichen ·
Kradenbach ·
Lirstal ·
Lissendorf ·
Mannebach ·
Mehren ·
Meisburg ·
Mosbruch ·
Mückeln ·
Mürlenbach ·
Neichen ·
Nerdlen ·
Neroth ·
Niederstadtfeld ·
Nitz ·
Nohn ·
Oberbettingen ·
Oberehe-Stroheich ·
Oberelz ·
Oberstadtfeld ·
Ormont ·
Pelm ·
Reimerath ·
Retterath ·
Reuth ·
Rockeskyll ·
Salm ·
Sarmersbach ·
Sassen ·
Saxler ·
Schalkenmehren ·
Scheid ·
Schönbach ·
Schüller ·
Schutz ·
Stadtkyll ·
Steffeln ·
Steineberg ·
Steiningen ·
Strohn ·
Strotzbüsch ·
Üdersdorf ·
Udler ·
Uersfeld ·
Ueß ·
Utzerath ·
Üxheim ·
Wallenborn ·
Walsdorf ·
Weidenbach ·
Welcherath ·
Wiesbaum ·
Winkel (Eifel)